# 福知山駐屯地
福知山駐屯地（ふくちやまちゅうとんち、JGSDF Camp Fukuchiyama）は京都府福知山市字天田無番地に所在し、第7普通科連隊等が駐屯する陸上自衛隊の駐屯地である。
最寄の演習場は、長田野演習場。駐屯地司令は第7普通科連隊長が兼務する

## 沿革
日本陸軍
- 1898年（明治31年）8月30日：旧陸軍歩兵第20連隊が大阪城内より移駐し駐屯地が設立される。

日本国有鉄道
- 第二次世界大戦後、一時期は日本国有鉄道の鉄道教習所として使用される。

警察予備隊福知山駐屯地
- 1950年（昭和25年）
  - 12月5日：警察予備隊若竹部隊（606名）が仙台市より移駐。
  - 12月6日：仙台市から榴ヶ岡部隊（1,268名）が移駐完了し、第504施設大隊等で警察予備隊福知山駐屯部隊が発足[1]。
- 1951年（昭和26年）
  - 5月1日：第903輸送車両中隊が福知山駐屯地に新編。
  - 7月5日：第200仮会計隊第3分遣隊が発足。
- 1952年（昭和27年）
  - 1月5日：第510施設大隊が福知山駐屯地から豊川駐屯地に移駐し、第1施設大隊に、従来の第1施設大隊は第510施設大隊にそれぞれ改編[2]。
  - 1月19日：普通科第7連隊本部及び第1大隊が岡山県水島駐屯地から移駐。
  - 6月25日：第7連隊第14中隊が舞鶴駐屯地から移駐。

保安隊福知山駐屯地
- 1952年（昭和27年）10月15日：保安隊へ移管[3]。

1. 福知山駐屯地管理隊、福祉隊が編成完結。
2. 第200仮会計隊第3分遣隊が第35駐屯地会計隊福知山分遣隊に改称。

- 1953年（昭和28年）
  - 9月1日：第35駐屯地会計隊福知山分遣隊が第35会計隊本部に改称。
  - 12月22日：福知山臨時警務分遣隊が編成完結。

陸上自衛隊福知山駐屯地
- 1954年（昭和29年）
  - 7月1日：陸上自衛隊へ移管[4]。
  - 7月3日：福知山駐屯地管理隊、福祉隊を廃止。
  - 7月4日：福知山駐屯地業務隊が編成完結。
  - 7月10日：第35会計隊本部が第349会計隊に改称。
- 1956年（昭和31年）1月25日：第332固定無線隊が第332重無線隊に改称。
- 1960年（昭和35年）1月14日：中部方面隊発足。

1. 福知山駐屯地業務隊が中部方面総監隷下に編入。
2. 警務分遣隊が第333警務隊（福知山駐屯地）と改称。

- 1962年（昭和37年）1月18日：管区隊が師団編成となり駐屯していた第7連隊第1大隊及び直轄部隊をもって第7普通科連隊として編成完結[5]。
- 1973年（昭和48年）
  - 3月27日：警務隊改編により、第115地区警務隊福知山連絡班となる。
  - 4月21日：警務隊福知山連絡班が第115地区警務隊福知山派遣隊と改称。
- 2008年（平成20年）3月26日：第115地区警務隊福知山派遣隊が第131地区警務隊福知山派遣隊と改称。
- 2015年（平成27年）3月26日：会計隊の改編により、第349会計隊が廃止され第352会計隊福知山派遣隊を配置。
- 2021年（令和03年）3月18日：第352会計隊福知山派遣隊が第349会計隊に改編[6]。

## 駐屯部隊

### 中部方面隊隷下部隊
- 第3師団
  - 第7普通科連隊
  - 第3後方支援連隊
    - 第2整備大隊
      - 第1普通科直接支援中隊：第7普通科連隊を支援
- 中部方面会計隊
  - 第349会計隊
- 中部方面システム通信群
  - 第104基地システム通信大隊
    - 第318基地通信中隊
      - 福知山派遣隊
- 福知山駐屯地業務隊

### 防衛大臣直轄部隊
- 中部方面警務隊
  - 第131地区警務隊
    - 福知山派遣隊

## 最寄の幹線交通
- 高速道路：舞鶴若狭自動車道福知山IC
- 一般道：国道9号、国道175号、国道429号、舞鶴綾部福知山線
- 鉄道：JR西日本山陰本線/福知山線福知山駅
- 港湾：舞鶴港（重要港湾）
- 飛行場：但馬飛行場（その他の飛行場）

## 重要施設
- 京都舞鶴港（舞鶴市）
- 舞鶴若狭自動車道
- 海上自衛隊舞鶴基地（舞鶴市）
- 舞鶴飛行場（舞鶴市）
- 舞鶴火力発電所（出力180.0万kW）（舞鶴市）
- 新綾部変電所（500 kV変電所）（綾部市）
- 山崎開閉所 （兵庫県朝来市）

## 特徴
- 1950年の地元民による誘致活動に始まった福知山駐屯地は、周辺地域の参加を積極的に行い地域住民とのつながりが深い。
- 現在参議院議員の佐藤正久は当駐屯地に所在する連隊長を歴任（第1次イラク復興業務支援隊長）した。
- 民生協力の一環として、第7普通科連隊は毎年12月に行われる全国高等学校駅伝競走大会及び1月に行われる都道府県対抗女子駅伝の支援を行っている。